# Gerd Türk
Gerd Türk (geboren in der 2. Hälfte des 20. Jahrhunderts) ist ein deutscher klassischer Sänger der Stimmlage Tenor vor allem im Bereich der Alten Musik. Zugleich wirkt Türk als Gesangspädagoge und als Hochschullehrer.

## Leben
Gerd Türk erhielt seine ersten musikalischen Grundkenntnisse als Singknabe bei den Limburger Domsingknaben. Er studierte Musikerziehung, Kirchenmusik und Chorleitung in Frankfurt am Main und verfolgte später weiterführende Studien in Gesang und Interpretation an der Schola Cantorum Basiliensis bei Richard Levitt und René Jacobs. Er besuchte Meisterkurse bei Ernst Haefliger und Kurt Equiluz.
Im Bereich der historischen Aufführungspraxis arbeitete er u. a. mit Frans Brüggen, Philippe Herreweghe und Jordi Savall zusammen. Er war Gründungsmitglied des Ensembles „Cantus Cölln“ und sang im „Ensemble Gilles Binchois“ unter Dominique Vellard, das auf mittelalterliche Musik spezialisiert ist. Er trat als Evangelist in den Passionen von Johann Sebastian Bach hervor und nahm an Kompletteinspielungen der Vokalwerke Bachs teil, sowohl unter Ton Koopman mit dem Amsterdam Baroque Orchestra & Choir als auch mit dem Bach Collegium Japan unter Masaaki Suzuki.
Von 1987 bis 2000 war Türk Lehrbeauftragter für Gesang an der Hochschule für Kirchenmusik Heidelberg. Ab 2000 unterrichtete er an der Schola Cantorum Basiliensis. Er gab Meisterkurse an der University of Fine Arts in Tokio sowie in Deutschland, Frankreich, Spanien und Südkorea.